# فيكتور لاغوارديا
فيكتور لاغوارديا سيسنيروس (بالإسبانية: Víctor Laguardia Cisneros)‏ (مواليد 5 نوفمبر 1989 في سرقسطة - إسبانيا) لاعب كرة قدم إسباني يلعب حاليا لصالح نادي ديبورتيفو ألافيس الإسباني في مركز قلب الدفاع.

## روابط خارجية
- فيكتور لاغوارديا على موقع الاتحاد الدولي (مؤرشف)  (الإنجليزية)
- فيكتور لاغوارديا على موقع قاعدة بيانات كرة القدم.إي يو (الإنجليزية)
- فيكتور لاغوارديا على موقع Soccerbase.com (لاعب) (الإنجليزية)
- فيكتور لاغوارديا على موقع Soccerway.com (الإنجليزية)
- فيكتور لاغوارديا على موقع عالم كرة القدم.نت (الإنجليزية)
- فيكتور لاغوارديا على موقع AS.com (الإسبانية)